# Camarotella symploci
Camarotella symploci är en svampart som beskrevs av T.S. Ramakr. & K. Ramakr. 1950. Camarotella symploci ingår i släktet Camarotella och familjen Phyllachoraceae.   Inga underarter finns listade i Catalogue of Life.